# Şərur
Şərur – miasto w zachodnim Azerbejdżanie, w Nachiczewańskiej Republice Autonomicznej, stolica rejonu Şərur, około 66 km na północny zachód od siedziby władz republiki – Nachiczewanu.
Jest jedynym ośrodkiem miejskim w rejonie. Według stanu na 1 stycznia 2024 roku Şərur zamieszkiwało 7,4 tys. osób (mężczyźni – 3,7 tys., kobiety – 3,7 tys.). W 2004 roku miasto liczyło 6692 mieszkańców.
W latach 1930-1964 nosiło nazwę Noraşen, natomiast w latach 1964-1991 nazwę İliç. Do 1981 roku było miejską jednostką osadniczą w randze osiedla (azer. qəsəbə).